# Ленинск (Еврейская автономная область)
Ле́нинск — станция (населённый пункт) в Ленинском районе Еврейской автономной области, входит в Ленинское сельское поселение.

## География
Населённый пункт расположен в правобережье реки Вертопрашиха в 3 км к северу от села Ленинское и в 93 км к юго-юго-западу от Биробиджана. Ленинск находится в 4 км от Амура, по которому проходит российско-китайская граница.

### Железнодорожная станция
В Ленинске расположена железнодорожная станция Ленинск Дальневосточной железной дороги на ветке Биробиджан I — Нижнеленинское (строится продолжение на Тунцзян). Расстояние до станции Биробиджан I — 125 км.

### Автодороги
По окраине Ленинска проходит автодорога Р455 Бирофельд — Ленинское — Башмак. 
Имеются также автодороги в Бабстово (на север) и в Нижнеленинское (на юго-восток).

## Население
| 2002 | 2010 |
| ---- | ---- |
| 576  | ↗600 |